# Homo religiosus
Homo religiosus (łac. człowiek religijny) – termin ukuty przez Mircea Eliadego, określa człowieka istotą religijną. Według niego tylko człowiek religijny jest prawdziwym człowiekiem, który jest w stanie rozwijać całą swoją naturę i z niej korzystać.
Myślenie Eliadowskie cechuje: opozycja między sacrum i profanum, akcent na czasy archaiczne i archaiczną ontologię, kryjącą się za wszystkimi zjawiskami religijnymi oraz na samego człowieka archaicznego jako model człowieka religijnego w ogóle, przekonanie o istnieniu podstawowych, ponadczasowych archetypów, manifestujących się w postaci hierofanii, symboliki, mitów i rytuałów, poprzez które człowiek kontaktuje się z sacrum, historyczno-porównawcze i fenomenologiczne poszukiwania manifestacji sacrum w różnych tradycjach religijnych.